# Tipula (Microtipula) scelesta
Tipula (Microtipula) scelesta is een tweevleugelige uit de familie langpootmuggen (Tipulidae). De soort komt voor in het Neotropisch gebied.